# Aerofłotśkyj
Aerofłotśkyj (ukr. Аерофло́тський, ros. Аэрофло́тский, krym. Aeroflotskiy) – osiedle typu miejskiego na Ukrainie, w Republice Autonomicznej Krymu. Liczba ludności 1 stycznia 2014 roku wynosiła 2 359 osób.
Aerofłotśkyj założono w 1935 roku w związku z budową w bezpośrednim sąsiedztwie portu lotniczego Symferopol. Od 1962 roku osiedle typu miejskiego.